# Neoleria inscripta
Neoleria inscripta är en tvåvingeart som först beskrevs av Johann Wilhelm Meigen 1830.  Neoleria inscripta ingår i släktet Neoleria och familjen myllflugor. Arten är reproducerande i Sverige. Inga underarter finns listade i Catalogue of Life.